# Cristian Ali Gil Mosquera
Cristian Ali Gil Mosquera (Santiago de Cali, Colombia, 18 de agosto de 1979) es un futbolista colombiano naturalizado salvadoreño país en el que se destacó jugando como delantero. Actualmente se desempeña como representante deportivo.
Legado deportivo: sus hijos Bryan, Cristian David y Mayer también son futbolista profesionales.
En 2009 en El Salvador Cristian sufrió un grave accidente de tránsito junto con sus compatriotas y también jugadores Eider Mosquera y Alexander Obregón. Este último fallecería en el lugar de los hechos.
Durante los 25 años que estuvo activo militó para 20 clubes de 6 países: Colombia (6), El Salvador (10), Venezuela (1), Perú (1), Ecuador (1), Guatemala (1).

## Clubes
| Club                  | País        | Año       |
| --------------------- | ----------- | --------- |
| Independiente Popayán | Colombia    | 1994      |
| Deportivo Cali        | Colombia    | 1995-1996 |
| Deportivo Pasto       | Colombia    | 1997      |
| Caracas FC            | Venezuela   | 1998      |
| Atlético Torino       | Perú        | 1999      |
| Deportivo Cali        | Colombia    | 1999      |
| Expreso Palmira       | Colombia    | 2000      |
| Deportivo Quito       | Ecuador     | 2001      |
| Pumas de Casanare     | Colombia    | 2002-2003 |
| La Equidad            | Colombia    | 2004-2005 |
| Vista Hermosa         | El Salvador | 2005-2008 |
| San Salvador FC       | El Salvador | 2008      |
| Atlético Balboa       | El Salvador | 2008      |
| Municipal Limeño      | El Salvador | 2009-2010 |
| Deportivo Zacapa      | Guatemala   | 2010      |
| Municipal Limeño      | El Salvador | 2011-2012 |
| Atlético Marte        | El Salvador | 2012-2013 |
| UES                   | El Salvador | 2013-2014 |
| Once Lobos            | El Salvador | 2014-2015 |
| Topiltzín             | El Salvador | 2015      |
| Atlético Marte        | El Salvador | 2016      |
| Audaz                 | El Salvador | 2016      |
| UES                   | El Salvador | 2017      |
| Brujos de Izalco      | El Salvador | 2017-2019 |

## Palmarés
- Apertura 2005 (El Salvador)